# Aspetuck River
Der Aspetuck River ist ein Fluss im Südwesten des US-Bundesstaates Connecticut.

## Geographie
Er ist 27,4 km (17 mi) lang und entspringt in den Hügeln des Huntington State Park in Bethel. Sein Einzugsgebiet umfasst ca. 1,7 km² (430 acre). Der Fluss verläuft generell in südlicher Richtung, passiert Redding wo er zum Aspetuck Reservoir aufgestaut wird und auch das Hemlock Reservoir speist, welches sich in Easton befindet. Dann fließt er weiter durch Fairfield und wendet sich in Westport stärker nach Westen, wo er ein Stück weit Parallel zum Saugatuck River verläuft, bevor er in denselben mündet. Seinen Namen leiht er dem Dorf Aspetuck und dem Aspetuck Valley Country Club, den er durchquert. Er hat ca. 7 rechte und 5 linke Zuflüsse. Der Name leitet sich vom Algonkin-Ausdruck für "Fluss der an einem hohen Ort entspringt" ab.
Nebenflüsse:

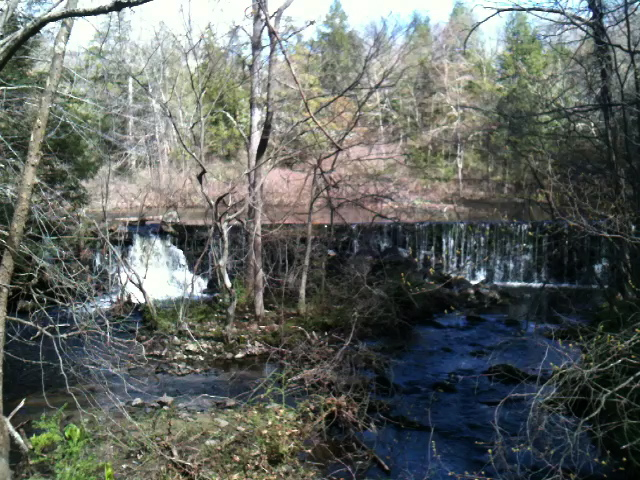
Hedmon's Pond Waterfall in Redding.

- rechterhand gibt es kaum Nebenflüsse, da die Bäche meist zum Saugatuck hin entwässern.
- links: Ballwall Brook, Cricker Brook

## Freizeitmöglichkeiten
Der Fluss ist einer der saubersten im Bundesstaat mit einer Bewertung von AA.
Neben Angeln bietet der Fluss schöne Wandermöglichkeiten durch den Aspetuck Valley Trail, der sich entlang des Flusses zieht und zum Beispiel den Aspetuck Historic District durchquert.